# Fartura do Piauí
Fartura do Piauí es una ciudad y un municipio del estado del Piauí, Brasil. Se localiza en la microrregión de São Raimundo Nonato, mesorregión del sudoeste piauiense. El municipio tiene cerca de 4600 habitantes y 728 km².